# Internet em Portugal

A Atribuição de Espaço de Endereçamento IPv4 em Portugal

Serviços de ADSL estão disponíveis em Portugal desde o ano 2000, porém só a partir de 2002 é que ganhou aceitação por parte do público em geral, principalmente devido ao aumento da concorrência entre provedores do serviço, o que ajudou a nivelar os preços. A penetração no mercado Português ronda os 50%, e já tem virtualmente cobertura em todo o território nacional.
Há vários provedores a oferecerem serviços ADSL, Fibra, TV, Voz, entre outros em Portugal, tanto ao mercado residencial como ao mercado profissional. A maioria do mercado residencial é partilhado entre os dois maiores operadores: Portugal Telecom e Sonae.

## Operadoras

### Portugal Telecom
Antigo monopólio, a Portugal Telecom ainda é a maior companhia de telecomunicações actualmente no país. Devido ao seu anterior monopólio as suas infraestruturas cobrem todo o território nacional, fazendo da empresa o único operador que pode oferecer serviços directos em qualquer ponto do país. A Portugal Telecom usa marcas diferentes no seu serviço ADSL, como o SAPO para o mercado residencial, e a Telepac para o pequeno mercado empresarial, entre outras. Em Novembro de 2006 a Portugal Telecom anunciou o seu serviço ADSL2+, os 24 Mbit/s de velocidade à sua oferta de mercado e alcançando efectivamente a sua concorrente Sonae que já estava a oferecer aumentos de velocidade ADSL+2 há vários meses.

### Esoterica e IP Global
A Esoterica surgiu em Portugal em 1994, tendo na altura sido a primeira empresa privada a fornecer acesso à Internet, em concorrência com a Telepac, da Portugal Telecom. Foi o primeiro operador a permitir o acesso através de modems a 28 Kbps, a velocidade de acesso mais elevada na altura, utilizando as linhas telefónicas tradicionais. Mais tarde, em Dezembro de 1995, foi lançada a IP Global. Estes dois operadores, em conjunto com a Telepac, foram os principais fornecedores de Internet em Portugal, até cerca de 1998, altura em que surgiram no mercado outros concorrentes. A Esoterica viria a ser adquirida em 1999 pela norte-americana VIA NET.WORKS (hoje Claranet) e a IP Global pela Sonae, fazendo hoje parte da Optimus.

### Sonae
A Sonae começou a operar em 1999, pouco tempo após o governo ter aberto o mercado de telecomunicações à concorrência. A empresa juntou a Sonae Redes de Dados à recém-adquirida IP Global, criando assim um operador global. A companhia começou por alugar as linhas à Portugal Telecom para poder anunciar os seus serviços ao público, mas depressa começou a construir as suas próprias infraestruturas e pode agora oferecer serviço directo às principais áreas metropolitanas. A Sonae também usa diferentes marcas para providenciar os seus serviços, que incluem: o Clix para o mercado residencial e a Novis para o mercado profissional. Aproveitando-se do aumento de largura de banda providenciado pela sua rede ADSL2+, a Sonae anunciou em Junho de 2006 o lançamento do seu serviço IPTV, apelidado de SmarTV, permitindo à empresa oferecer o chamado serviço Triple play a clientes em áreas selectas.
Em 2014 fundiu-se com a ZON Multimédia criando a NOS (operadora)
Outros operadores ADSL em Portugal
- Sapo ADSL- PTCom
- Claranet
- ArTelecom
- Oni
- Vodafone

Provedores de serviço por cabo
- NFSi
- Nortenet
- Cabovisão S.A.
- Netcabo
- NetMadeira
- MEO- PTCom

Provedores de serviço por fibra
- MEO Fibra- PTCom
- Sapo Fibra- PTCom
- ZON Fibra
- Clix Fibra
- Cabovisão Nitro

Provedores de serviço móvel
- MEO
- NOS
- Vodafone